# New York (Lou Reed)
New York è il quindicesimo album in studio di Lou Reed, pubblicato dalla Sire Records nel 1989.

## Descrizione
New York è stato accolto caldamente come un ritorno allo stile dei Velvet Underground, il gruppo che Reed fondò negli anni '60 e la cui eredità era cresciuta in importanza negli anni '80, come si evince dai numerosi episodi di alternative rock prodotti.
La semplicità, la schiettezza e il suono rock and roll di questo album erano insoliti per il periodo e, assieme ad altre pubblicazioni come The Mona Lisa's Sister di Graham Parker, facevano presagire un ritorno alle origini nella corrente della musica rock. D'altra parte i testi delle 14 canzoni sono attentamente intrecciati tra loro e fanno di New York l'album di Lou Reed più apertamente concept dagli anni '70. Fonte di ispirazione è proprio La Grande Mela, vista e analizzata in tutte le sue sfaccettature; quello che ne esce è un ritratto della metropoli sincero e appassionato, che alterna momenti rabbiosi ad episodi più trattenuti e commossi. Nelle note interne del disco Lou Reed invita l'ascoltatore a sentire i 57 minuti del disco in un'unica seduta, come se fosse un libro o un film ("as though it were a book or a movie").

## Copertina
L'immagine di copertina del disco mostra una fotografia in bianco e nero con cinque differenti pose di Lou Reed sovraimposte sullo stesso scenario urbano. La foto del retro è la stessa ma senza Reed. La foto è accreditata a Waring Abbott. La grafica dell'album è opera di Spencer Drate, Judith Salavetz e Sylvia Reed.

## Accoglienza
| Recensione        | Giudizio |
| ----------------- | -------- |
| AllMusic          | [ 2 ]    |
| Chicago Tribune   | [ 3 ]    |
| Mojo              | [ 4 ]    |
| Pitchfork         | 8.7/10   |
| Q                 | [ 6 ]    |
| Rolling Stone     | [ 7 ]    |
| Piero Scaruffi    | 8/10     |
| Spin              | [ 9 ]    |
| Uncut             | 8/10     |
| The Village Voice | A−       |

New York si classificò al terzo posto nel sondaggio annuale del The Village Voice riservato al miglior album del 1989. "Che vi convinca o meno l'affermazione di Reed sul fatto che New York sia un'esperienza unica integrata "come un libro o un film", osservò la rivista Q nel suo resoconto di fine anno, "questo è indiscutibilmente uno degli album di riferimento in una carriera discontinua e brillante".
Mark Deming recensendo l'album per AllMusic scrisse che "New York è un capolavoro di colto, adulto rock & roll, e il miglior album della carriera solista di Lou Reed".
Nel 1989 la rivista Rolling Stone inserì New York al 19º posto nella classifica dei migliori album degli anni ottanta. Nel 2006, Q inserì New York alla posizione numero 26 nella sua classifica "40 Best Albums of the '80s". Nel 2012 Slant Magazine lo ha inserito alla posizione numero 70 nella lista "100 Best Albums of the 1980s".
La canzone Dirty Blvd. è stata in prima posizione nella classifica Billboard Modern Rock Tracks per quattro settimane.

## Tracce
Tutte le canzoni sono state scritte da Lou Reed eccetto dove indicato:
1. Romeo Had Juliette - 3:09
2. Halloween Parade - 3:33
3. Dirty Blvd. - 3:29
4. Endless Cycle - 4:01
5. There Is No Time - 3:45
6. Last Great American Whale - 3:42
7. Beginning of a Great Adventure - 4:57 - (Lou Reed, Mike Rathke)
8. Busload of Faith - 4:50
9. Sick of You - 3:25
10. Hold On - 3:24
11. Good Evening Mr. Waldheim - 4:35
12. Xmas in February - 2:55
13. Strawman - 5:54
14. Dime Store Mistery - 5:01

## Formazione
- Lou Reed - voce, chitarra
- Mike Rathke - chitarra; assolo di chitarra in Endless Cycle e Sick of You
- Rob Wasserman - contrabbasso elettrico a 6 corde Clevinger (eccetto traccia 1)
- Fred Maher - batteria (eccetto traccia 14); basso Fender (tracce 1, 8)
- Jeffrey Lesser - cori
- Maureen Tucker - percussioni (tracce 6, 14)
- Dion Di Mucci - cori (traccia 3)